# Katastrofa autobusu w Chitradurga
Katastrofa autobusu w Chitradurga do której doszło 30 maja 2010 w Chitradurga, w stanie Karnataka, w południowo-zachodnich Indiach. Wypadek spowodował ponad 30 ofiar, rany odniosła podobna liczba osób.
Według oficjalnie podanych informacji autobus uderzył w przydrożną barierkę, następnie wyleciał z drogi, a później stanął w płomieniach. Wielu osobom uwięzionym we wraku nie udało się wydostać. Żywcem spłonęło ponad 30 osób, w tym 10 dzieci. Rannych z poparzeniami oraz urazami zostało przynajmniej 30 osób, w tym kierowca pojazdu. Według podinspektora Karayappaa'y, autobus jechał do Bengaluru, oddalonego około 200 km od miasta Chitradurga.